# 真滝駅
真滝駅（またきえき）は、岩手県一関市滝沢字館下（たてした）にある、東日本旅客鉄道（JR東日本）大船渡線の駅である。

## 歴史
- 1925年（大正14年）7月26日：開業する[3]。一般駅[3]。
- 1961年（昭和36年）10月1日：貨物の取り扱いを廃止[3]。
- 1984年（昭和59年）2月1日：荷物の扱いを廃止[3]。
- 1986年（昭和61年）11月1日：無人化される[4]。
- 1987年（昭和62年）4月1日 : 国鉄分割民営化により、JR東日本の駅となる[3]。
- 1998年（平成10年）1月：現待合室の供用を開始する[2]。
- 2024年（令和6年）10月1日：えきねっとQチケのサービスを開始[1][5]。

## 駅構造
相対式ホーム2面2線を有する地上駅である。互いのホームは構内踏切で連絡している。比較的大きな待合室がある。
一ノ関駅管理の無人駅である。

### のりば
| ホーム | 路線      | 方向 | 行先       |
| ------ | --------- | ---- | ---------- |
| 駅舎側 | ■大船渡線 | 上り | 一ノ関方面 |
| 反対側 | ■大船渡線 | 下り | 気仙沼方面 |

※案内上の番線番号は設定されていない。

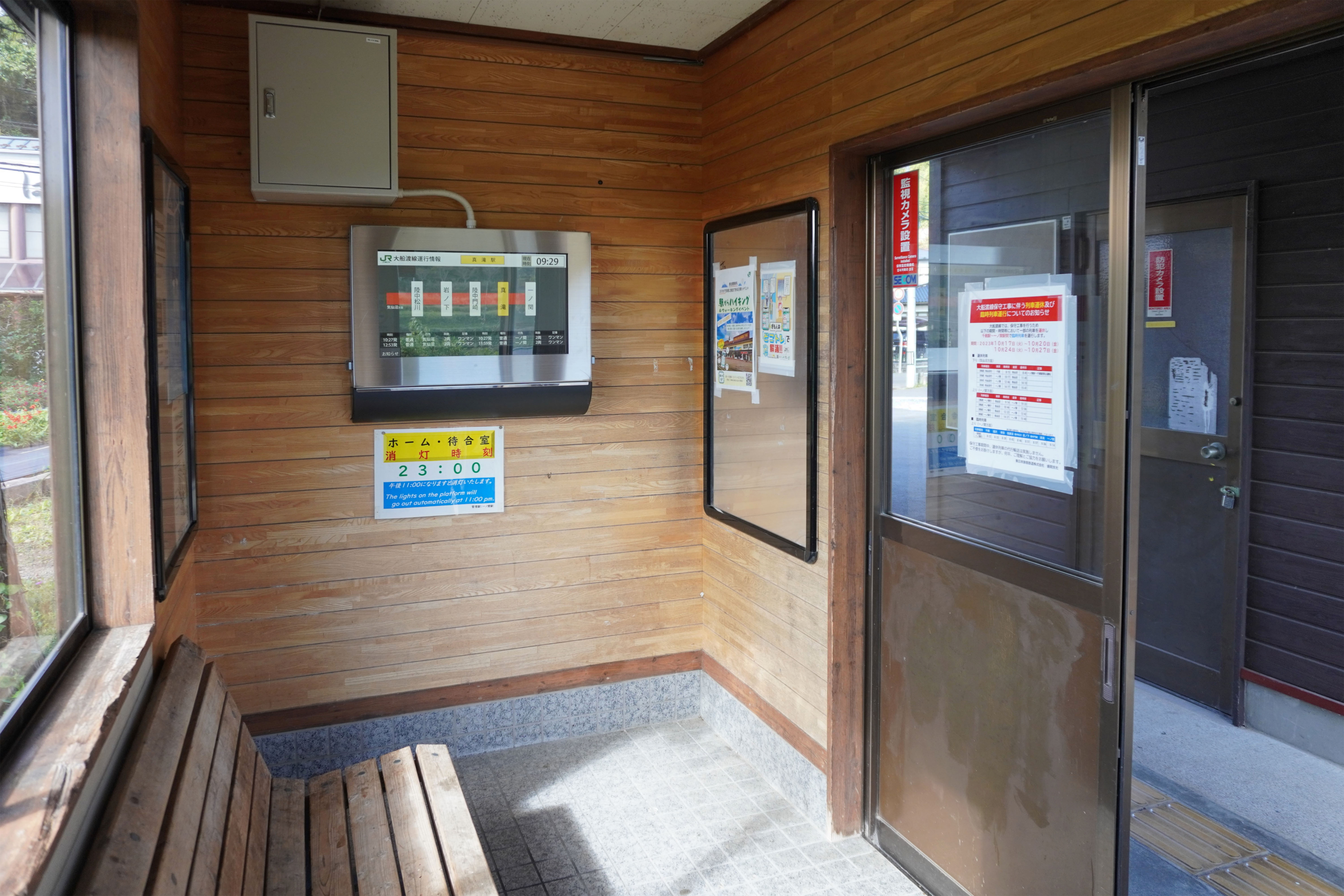
待合室（2023年10月）
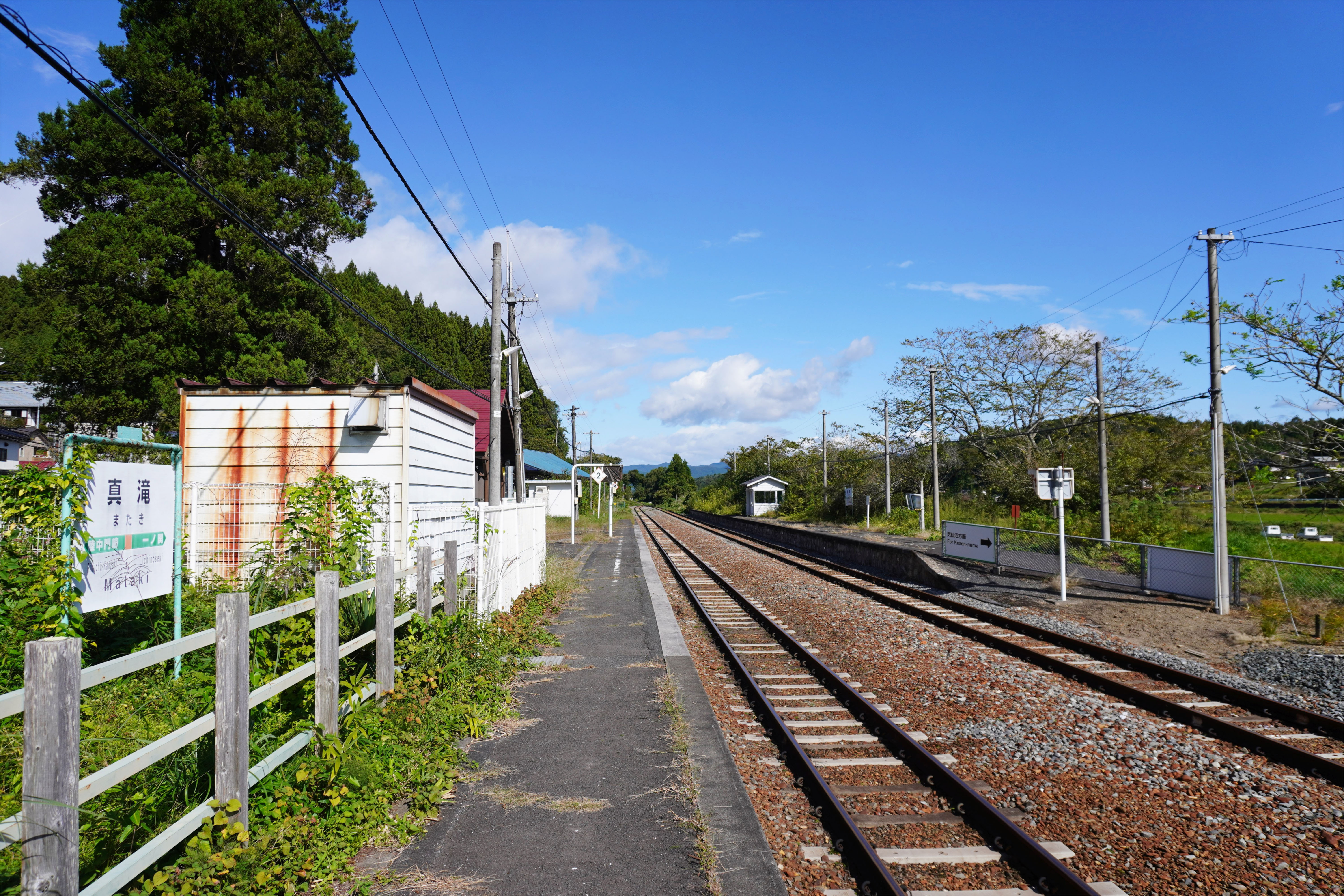
ホーム（2023年10月）
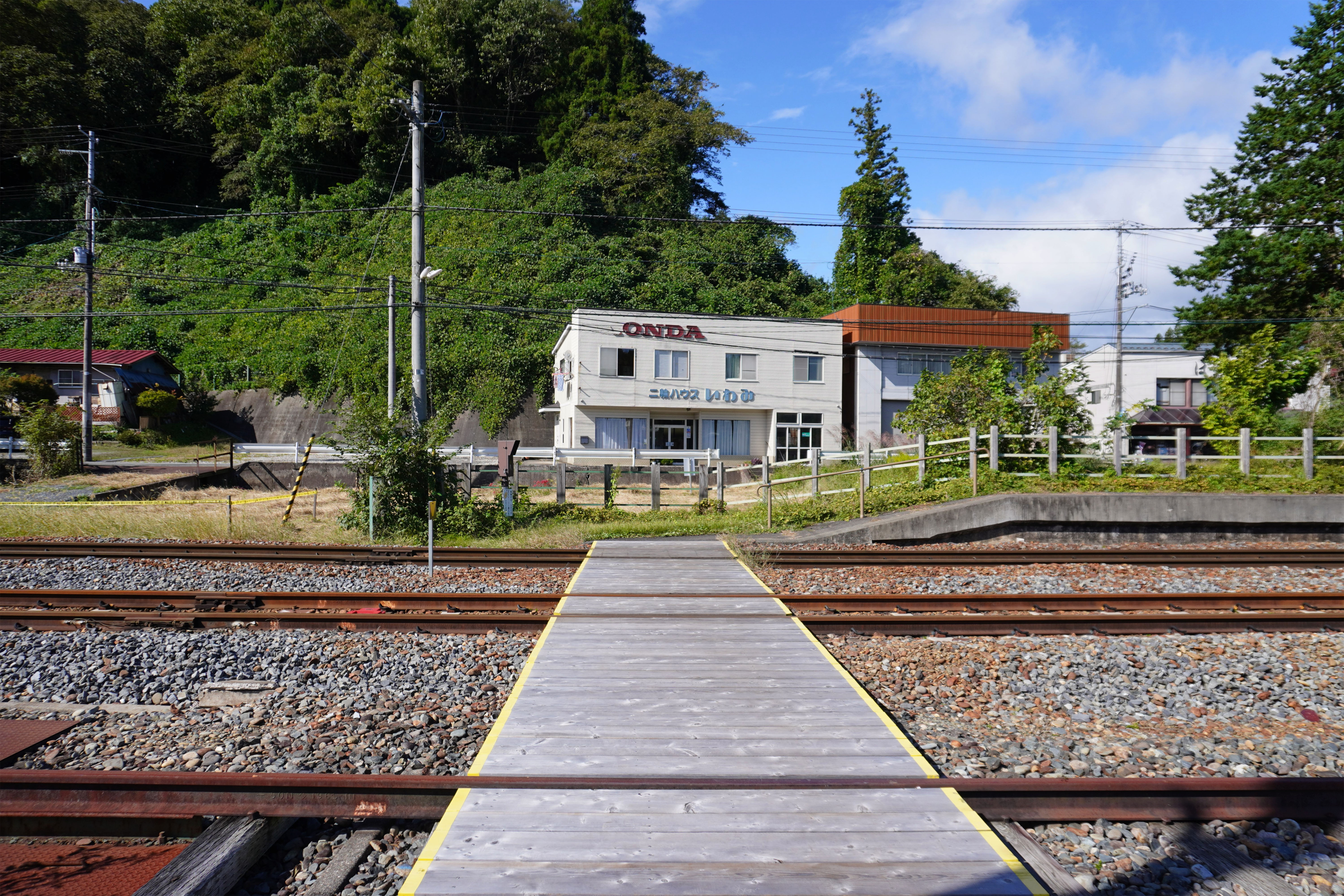
構内踏切（2023年10月）

## 駅周辺
- 国道284号
- 一関市立一関東中学校
- 一関市立滝沢小学校
- 岩手県交通「真滝駅前」停留所
- 真滝郵便局[7]
- 岩手県交通「水口」停留所

## 隣の駅
東日本旅客鉄道（JR東日本）
■大船渡線
一ノ関駅 - 真滝駅 - 陸中門崎駅